# Volker Goetze

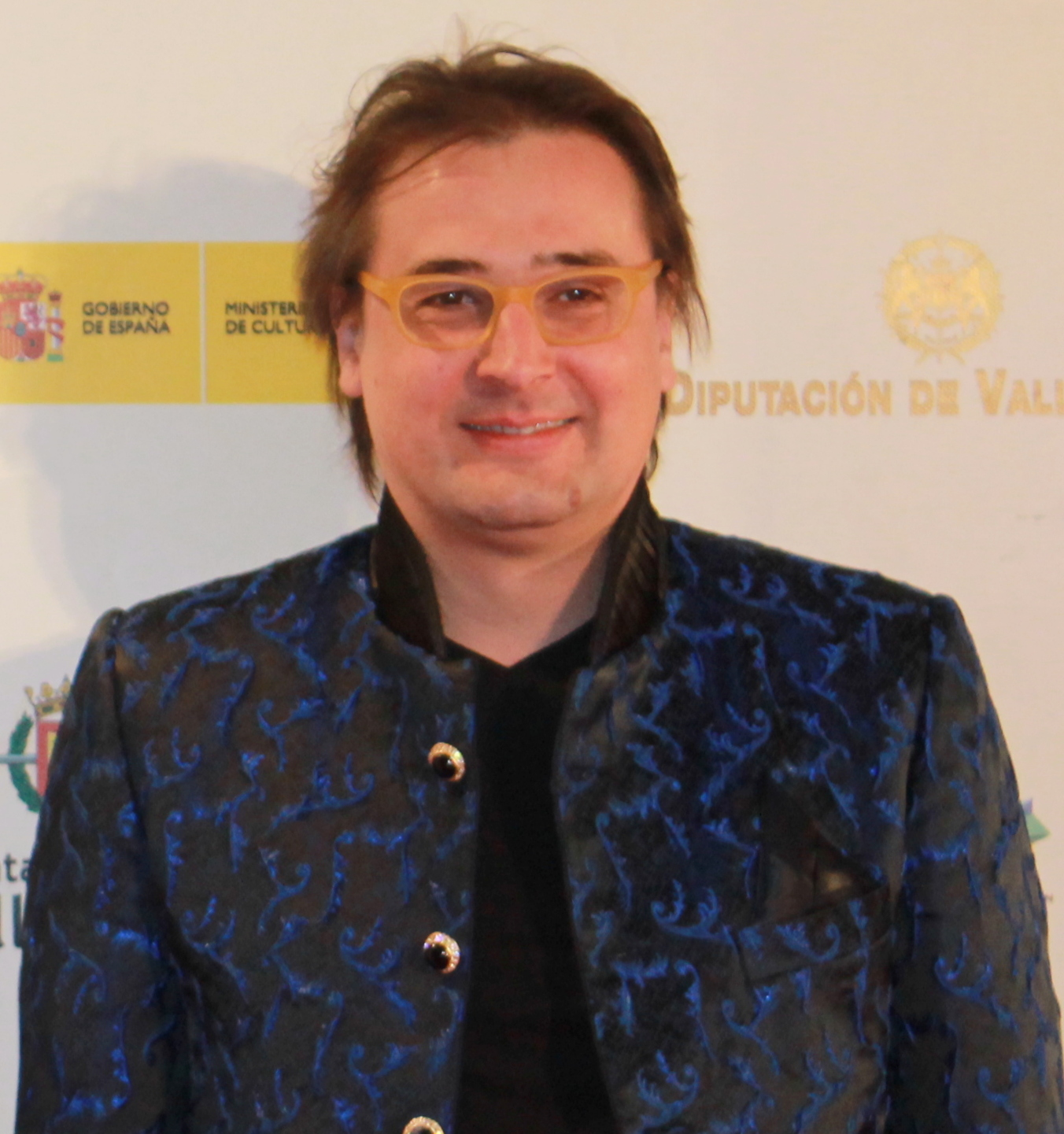
Volker Goetze (Seminci 2012)

Volker Goetze (* 1972 in Bergisch Gladbach) ist ein deutscher Musiker, Komponist und Filmemacher.

## Leben
Volker Goetze studierte an der Hochschule für Musik Köln Jazz-Trompete unter Markus Stockhausen und Klassik unter Friedemann Immer sowie an der Aaron Copeland School of Music, Queens College, City University of New York unter Michael Philip Mossman.
Neben seinem Tätigkeitsschwerpunkt als Trompeter arbeitet Goetze als Arrangeur und Komponist. Mit dem senegalesischen Kora-Spieler Ablaye Cissoko bildete er 2001 das „außergewöhnliche Duo“ Ablaye Cissoko & Volker Goetze. Mit Guy Klucevsek legte er 2025 das Album Little Big Top (Motéma) vor. Goetze lebt und arbeitet in New York.

## Diskografische Hinweise
- 2009: Ablaye Cissoko & Volker Goetze: Sira (ObliqSound)[3]
- 2010: Putumayo Presents: Yoga (diverse Künstler; nur ein Titel vom Album Sira mit Goetze)[4]
- 2011: NY 10027 (Volker Goetze Orchestra (G*Records))
- 2012: Ablaye Cissoko / Volker Goetze: Amanke Dionti (Motéma)
- 2017: Volker Goetze Quintet Bridges (Membran Media, mit Patrick Breiner, Kristjan Randalu, Josh Myers, Bodek Janke, sowie Ablaye Cissoko, Peter Ehwald, Christian Torkewitz und anderen)
- 2023: Volker Goetze, Ali Boulo Santo, Alejandro Moreno: Flamenkora (Motéma)[5]
- 2024: Volker Goetze & Ali Boulo Santo Cissoko: Sargal (Motéma)[6]

## Auszeichnungen
- 1999: Dr. Konrad Kraemer-Kulturpreis[7]
- 2002: DAAD Music Award[8]
- 2009: Kompositionswettbewerb der Franz Josef Reinl-Stiftung[9]
- 2010: Individual Artists Grant des New York State Council on the Arts[10]